# Пейзаж (Златьо Бояджиев)
„Пейзаж“ е картина от българския художник Златьо Бояджиев от 1945 г.
Картината е нарисувана с маслени бои върху фазер и е с размери 20 x 28 cm. Тя е малко известна картина, нарисувана в стил неоимпресионизъм, който става известен в българското изобразително изкуство по това време. Картината е рисувана в т.нар. междинен период на художника, в който рисува множество пейзажи.
Картината е във фонда на Центъра за славяно-византийски проучвания „Иван Дуйчев“ в София, подразделение на Софийския университет.